# Kierownictwo Badań nad Początkami Państwa Polskiego
Kierownictwo Badań nad Początkami Państwa Polskiego, instytucja powołana zarządzeniem Ministra Kultury i Sztuki z 3 kwietnia 1949 r. przy ówczesnej Naczelnej Dyrekcji Muzeów i Ochrony Zabytków. Na jego czele stał Aleksander Gieysztor. Kierownictwo miało koordynować prace badawcze stanowisk archeologicznych z okresu plemiennego i wczesnopiastowskiego. W 1954 r. funkcje Kierownictwa przejął Instytut Historii Kultury Materialnej Polskiej Akademii Nauk.
Przed powstaniem KBnPPP, środowiska archeologiczne postulowały utworzenie Instytutów Badań Starożytności Słowiańskich przy uniwersytetach. IBSS w Poznaniu powstał 4 września 1945; kierował nim Józef Kostrzewski, a jego zastępcą był Zdzisław Rajewski. Placówka ta już w lipcu 1946 podjęła wykopaliska w Biskupinie, w 1947 w Poznaniu i Gnieźnie, a w 1948 r. w Kruszwicy.